# Lydia Rode
Lydia Rode (* 1992) ist eine in Berlin lebende deutsche Künstlerin und Buchillustratorin. 

## Leben
Lydia Rode leidet seit ihrem siebzehnten Lebensjahr unter dem Chronischen Fatigue-Syndrom. Nach einer Kontaktaufnahme mit Walter Moers ihrerseits entstand die Idee zu einer Zusammenarbeit und später zu dem Roman Prinzessin Insomnia & der alptraumfarbene Nachtmahr, den sie mit ihren Aquarellen illustrierte. Es sind ihre ersten Veröffentlichungen. Der Autor gab im Nachwort des Buches an, dass sie als Inspiration für seinen Roman und die Hauptfigur Prinzessin Dylia diente. Im Oktober 2018 wurde sie für ihre Illustrationen mit dem deutschen Phantastik Preis ausgezeichnet.
Auch das im November 2018 erschienene Buch Weihnachten auf der Lindwurmfeste wurde von Lydia Rode illustriert.